# 马克·福斯特·盖奇
马克·福斯特·盖奇（英語：Mark Foster Gage，1973年11月22日—）是美国设计师、理论家和纽约市马克·福斯特·盖奇建筑师事务所的创始人。2010年至2019年，他是耶鲁大学建筑学院的终身副教授和前助理院长，自2001年以来一直在该学院任教。他的学术专长是美学哲学领域。